# Scrioaștea (gmina)
Scrioaștea – gmina w Rumunii, w okręgu Teleorman. Obejmuje miejscowości Brebina, Cucueți, Scrioaștea i Viile. W 2011 roku liczyła 3853 mieszkańców. 